# Obwód Durrës
Obwód Durrës (alb. qarku i Durrësit) – jeden z dwunastu obwodów w Albanii. W skład obwodu wchodzą okręgi: Durrës, Kruja. Stolicą obwodu jest Durrës.
W 2021 roku według spisu ludności, w obwodzie zamieszkiwało ponad 292 tys. mieszkańców. Wśród nich było 77,81% Albańczyków, 0,18% Greków, 0,07% Macedończyków, 0,05% Arumunów, 0,36% Romów, 0,02% Egipcjan, 19,29% ludności nie udzieliło odpowiedzi. Muzułmanie stanowili 67,46%, bektaszyci 1,60%, katolicy 7,35%, ewangelicy 0,12%, prawosławni 3,30%, ateiści 1,10%; odpowiedzi nie udzieliło 12,84% ludności.